# Chiapetta
Chiapetta es un municipio brasilero del estado de Rio Grande do Sul. 

## Historia
El área que hoy forma el municipio de Chiapetta pertenecía a la Santo Ângelo. El poblado inicialmente se denominaba Sede Vitória, y tal vez este ya sea el motivo de que la patrona sea Nuestra Señora de las Vitórias.
Se tornó villa por la Ley Municipal de Santo Ângelo n.º 29, de 31 de mayo de 1955. Como la colonización inicial fue realizada por la familia Chiapetta, el nombre fue mudado para homenajearla. Cuando Catuípe se emancipó llevó el Distrito de Chiapetta, que por su vez se tornó municipio de acuerdo con la Ley n.º 5155 de 5 de diciembre de 1965.

## Geografía
Posee un área de 389 km² y su población estimada en 2004 era de 4.530 habitantes.
Su distancia de la capital es de 438 km.